# 4167 Riemann
4167 Riemann è un asteroide della fascia principale. Scoperto nel 1978, presenta un'orbita caratterizzata da un semiasse maggiore pari a 2,5824674 UA e da un'eccentricità di 0,0908316, inclinata di 15,00569° rispetto all'eclittica.